# نباتات مدغشقر
تتكون نباتات مدغشقر من أكثر من 12000 نوع من النباتات، بالإضافة إلى عدد غير معروف من الفطريات والطحالب. تم العثور على حوالي 83% من النباتات الوعائية في مدغشقر فقط في الجزيرة. تشمل هذه الأنواع المتوطنة خمس فصائل نباتية، و85% من
أكثر من 900 نوع من الأوركيد، وحوالي 200 نوع من النخيل، وأنواع رمزية مثل شجرة المسافر، وستة أنواع من التبلدي ونكة مدغشقر. ترجع درجة التوطن العالية إلى عزلة مدغشقر الطويلة بعد انفصالها عن كتل اليابسة الأفريقية والهندية في حقبة الحياة الوسطى، منذ 150-160 و84-91 مليون سنة على التوالي. ومع ذلك، بقيت سلالات نباتية قليلة من نباتات الغندوانا القديمة؛ هاجرت معظم مجموعات النباتات الموجودة عبر الانتشار الحيوي عبر المحيط بعد التفكك القاري.
بعد الانفصال القاري، مرت مدغشقر بفترة جفاف، وتوسعت الغابات الاستوائية المطيرة في العصر الأوليغوسيني إلى العصر الميوسيني عندما زاد هطول الأمطار. اليوم، توجد الغابات الرطبة، بما في ذلك غابات الأراضي المنخفضة، بشكل أساسي في الهضبة الشرقية حيث يتم التقاط الأمطار الغزيرة من المحيط الهندي بواسطة المنحدر. جزء كبير من المرتفعات الوسطى، في منطقة الغابات شبه الرطبة البيئية، تهيمن عليها اليوم الأراضي العشبية. يُنظر إليها على نطاق واسع على أنها نتيجة لتحول المناظر الطبيعية البشرية ولكن بعضها قد يكون أقدم. توجد الأراضي العشبية في فسيفساء بها غابات وأدغال، بما في ذلك غابات التابيا، والغابات الصلبة الأوراق على الجبال العالية. توجد الغابات الجافة والأراضي الحرجية النضرة في الجزء الغربي الأكثر جفافاً وتتدرج في الغابة الشوكية الفريدة في الجنوب الغربي، حيث يكون معدل هطول الأمطار أدنى وأقصر موسم ممطر. توجد أشجار المانغروف على الساحل الغربي، وتوجد مجموعة متنوعة من موائل الأراضي الرطبة ذات النباتات المتكيفة في جميع أنحاء الجزيرة.
يعود تاريخ الوجود البشري الأول في مدغشقر إلى 2000-4000 عام فقط، وقد حدث الاستيطان في الداخل بعد قرون. استخدم شعب مدغشقر النباتات المحلية لأغراض مختلفة، بما في ذلك الغذاء والبناء والأدوية. تم إدخال النباتات الغريبة من قبل المستوطنين الأوائل، والتجار اللاحقين والمستعمرين الفرنسيين، وأصبح الكثير منها مهمًا للزراعة. من بينها الأرز، وهو الطبق الرئيسي للمطبخ الملغاشي الذي يزرع في حقول المدرجات في المرتفعات، والبطاطا والقلقاس واللوبيا والموز. تشمل المحاصيل المزروعة الليتشي والقرنفل والبن والفانيليا، وهي الأخيرة من أهم منتجات التصدير في البلاد اليوم. هناك أكثر من 1300 نبتة تم إدخالها معروفة، منها حوالي 600 تم تجنيسها، وبعضها غازي.
أدى النمو السكاني والنشاط الاقتصادي إلى الضغط على الغطاء النباتي الطبيعي في المنطقة، لا سيما من خلال إزالة الغابات على نطاق واسع. إن الاستيطان العالي في مدغشقر وثراء الأنواع إلى جانب الانخفاض الحاد في الغطاء النباتي الأساسي يجعل الجزيرة نقطة ساخنة للتنوع البيولوجي العالمي. للحفاظ على الموائل الطبيعية، تتم حماية حوالي 10% من سطح الأرض، بما في ذلك مواقع التراث العالمي في تسينجي دي بيماراها والغابات المطيرة في أتسينانانا. في حين وصف علماء الطبيعة الأوروبيون تاريخياً نباتات مدغشقر علميًا، فإن عددًا من المعشبات والحدائق النباتية والجامعات الوطنية والدولية يوثقون التنوع النباتي ويشاركون في الحفاظ عليها.

## التنوع والتوطن
وُصفت مدغشقر بأنها «واحدة من أكثر الأماكن تفرداً من حيث الأزهار في العالم».[1] اعتبارًا من عام 2018، عُرفت 343 عائلة من النباتات الوعائية والنباتات الطحلبية، مع ما يقرب من 12000 نوعًا، وفقًا لكتالوج نباتات مدغشقر. لا تزال العديد من مجموعات النباتات غير معروفة بشكل كافٍ.[2] مدغشقر هي الجزيرة التي تضم ثاني أكبر عدد من النباتات الوعائية، بعد غينيا الجديدة.[3] 83% من نباتات الأوعية الدموية مستوطنة: توجد فقط في مدغشقر. تشمل هذه الأنواع المتوطنة خمس فصائل نباتية كاملة: Asteropeiaceae وباربيوياسيا وفيسيناسيا و Sarcolaenaceae و Sphaerosepalaceae. [2] يقدر أن ما يصل إلى 96% من الأشجار والشجيرات في مدغشقر مستوطنة. [4]

### النباتات الوعائية

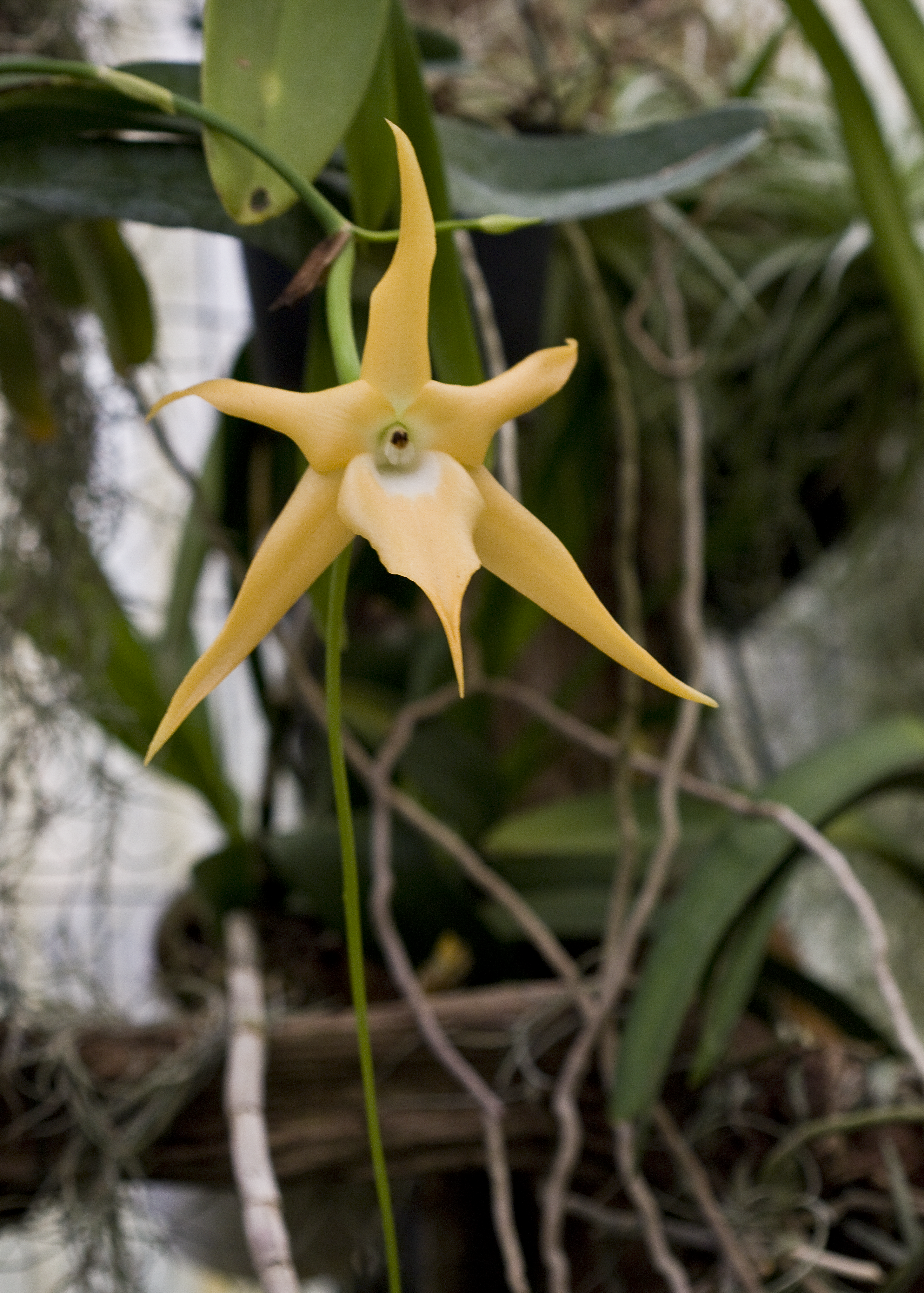
Angraecum sesquipedale (داروين أوركيد) ، واحدة من أكثر من 900 بساتين الفاكهة في مدغشقر

من بين النباتات غير المزهرة، تعد السراخس والنباتات ذئبية والحلفاء حوالي 570 نوعًا موصوفًا في مدغشقر. حوالي نصف هذه المتوطنة؛ في عائلة السرخس المتقشر شجرة كياثونية، التي تعيش في الغابات الرطبة، جميع الأنواع الـ 47 مستوطنة باستثناء ثلاثة أنواع. ستة من الصنوبريات في جنس معلاقة- كلها مستوطنة- وسيكاد واحد (سيكاس ثوارسي)، موطنها الجزيرة.
في النباتات المزهرة، تشكل المجموعات القاعدية والماغنوليات حوالي 320 نوعًا من أنواع مدغشقر، حوالي 94% منها مستوطنة. أكثر العائلات ثراءً في الأنواع هي قشديات وغارية ومونيميات وبسباسية، وتحتوي بشكل رئيسي على الأشجار والشجيرات والنباتات المتسلقة، وعائلة الفلفل العشبي في الغالب (فلفلية).
أحاديات الفلقة متنوعة للغاية. وهي تشمل أكثر أنواع النباتات ثراءً في مدغشقر، وهي نباتات الأوركيد (سحلبية)، مع أكثر من 900 نوع منها 85% مستوطنة. تحتوي أشجار النخيل (نخلية) على حوالي 200 نوع في مدغشقر (معظمها في الجنس الكبير دبسيس)، أكثر من ثلاثة أضعاف الأنواع الموجودة في القارة الأفريقية؛ جميعهم ما عدا خمسة مستوطنة. تشمل العائلات الوحيدة الكبيرة الأخرى كاذية مع 88 نوعًا من أنواع الباندان المتوطنة (كاذي)، والتي توجد بشكل رئيسي في الموائل الرطبة إلى الرطبة، وبروقية، مع معظم الأنواع وأكثر من 130 نوعًا متوطنًا في جنس الصبار العصاري. تعتبر الأعشاب (نجيلية، حوالي 550 نوعًا) والرسديات (سعدية، حوالي 300) غنية بالأنواع، ولكن لديها مستويات أقل من التوطن (40% و37% على التوالي). شجرة المسافر المتوطنة (مدغشقر رافينالا)، شعار وطني ومزروعة على نطاق واسع، هي النوع الوحيد في مدغشقر في عائلة إسترلتزية.
يمثل نبات ثنائيات الفلقة الحقيقية معظم التنوع النباتي في مدغشقر. أكثر عائلاتهم ثراءً بالأنواع في الجزيرة هي:
- الفصيلة البقولية (البقوليات، 662 نوعًا- 77% مستوطنة)، تمثل العديد من الأشجار في الغابات الرطبة والجافة، بما في ذلك خشب الورد؛
- روبياسي (عائلة القهوة، 632- 92%)، مع أكثر من 100 نوع مستوطن من السيكوتريا و 60 نوعًا من القهوة المستوطنة؛
- نجمية (عائلة مركبة، 535 - 81%)، مع أكثر من 100 نوع مستوطن في ذهب الشمس؛
- أقنثية (عائلة الأقنثة، 500 - 94٪)، مع 90 نوعًا متوطنًا في هيبوستس؛
- فربيونية (عائلة القربيون نبات، 459 - 94%)، ولا سيما الأجناس الكبيرة كروتن وفربيون؛
- خبازية (الخبيزة، 486 - 87%)، بما في ذلك الجنس الكبير دومبيا (177-97%) وسبعة من أصل تسعة أنواع من الباوباب (Adansonia)، ستة منها مستوطنة؛
- دفلية (عائلة دوجبان، 363 - 93 %)، بما في ذلك نكة مدغشقر (كاثارانثوس روزوس)؛
- ثغريات سوداء (341- 98%)، خاصة الأشجار والشجيرات.

### نباتات غير وعائية
تسجل قائمة مرجعية من عام 2012 751 نوعًا من الطحالب والأصناف دون النوعية، و 390 حشيشًا كبدًا، وثلاثة نباتات زهقرنية. حوالي 34% من الطحالب و19% من حشيشة الكبد متوطنة. من غير المعروف عدد هذه الأنواع التي ربما انقرضت منذ اكتشافها، ومن المحتمل أن يبقى عدد منها ليتم وصفه.

### الفطريات
ويشتبه في وجود العديد من الأنواع غير المرغوب فيها من الفطريات في مدغشقر. ويستهلك عدد من الفطر الصالح للأكل في البلاد، وخاصة من الأوريكولاريا، وليبيوتا، وكانثاريلوس (الشانتيريل)، وروسولا (البريطانيين). إن أغلب أنواع الإيكوميكورريزيل موجودة في مزارع من اليوكاليبتوس والصنوبر، ولكن أيضاً في أحراج التابيا الأصلية (Uapaca bojeri). وفطر الشيتريد Batrachochytrium dendrobatidis، المسؤول عن chytridiomycosis، وهو مرض معد يهدد السكان البرمائيين في جميع أنحاء العالم، كان يعتبر منذ فترة طويلة غائبا عن مدغشقر. ومع ذلك، في عام 2010 تم تسجيله، وقد تم تأكيده منذ ذلك الحين في مناطق مختلفة وفي العديد من الأسر الضفادع، تنبيه العلماء إلى تهديد جديد لحيوانات الضفادع في الجزيرة المهددة بالفعل بالانقراض.
تم توثيق أكثر من 500 نوع من الأشنات في مدغشقر، لكن الرقم الحقيقي يقدر بضعفين على الأقل. تشكل المناطق الاستوائية الرطبة من الأساس الصخري الصخري حوالي ثلثي مساحة البلاد، حيث تم العثور على معظم الأشنات. تشكل المناطق الاستوائية الجافة من صخور الأساس الجرانيتية والحجر الجيري الثلث الآخر من البلاد مع ما يزيد قليلاً عن 20 نوعًا موثقة في هذه الموائل.

### الطحالب
الطحالب، وهي مجموعة متنوعة من الكائنات الحية غير النباتية التي تقوم بعملية التمثيل الضوئي، غير معروفة بشكل عام في مدغشقر. استعراض دياتومات المياه العذبة المدرجة 134 نوعا؛ تم وصف معظمهم من الرواسب الأحفورية ومن غير المعروف ما إذا كانوا قد انقرضوا. من المفترض أن مدغشقر تأوي نباتات مشطورة غنية. تم استخدام رواسب الدياتوم من رواسب البحيرة لإعادة بناء التغيرات المناخية القديمة في الجزيرة.

## أنواع النباتات

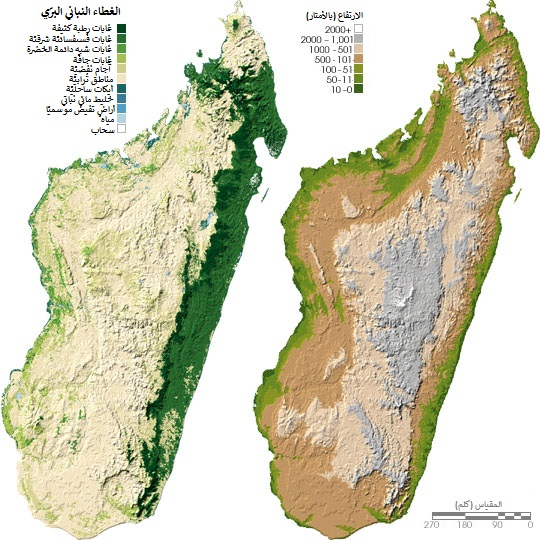

تتميز مدغشقر بأنواع نباتية متناقضة وفريدة من نوعها، تحددها بشكل أساسي الطبوغرافيا والمناخ والجيولوجيا. يلتقط جرف شرقي شديد الانحدار معظم الأمطار التي تجلبها الرياح التجارية القادمة من المحيط الهندي. وبالتالي، فإن الحزام الشرقي يضم معظم الغابات الرطبة، بينما يحتوي الغرب على نباتات أكثر جفافاً. تتميز منطقة ظل المطر في الجنوب الغربي بمناخ شبه جاف. تتميز المرتفعات الوسطى، التي يزيد ارتفاعها عن 800 متر (2600 قدم)، ببعض الجبال العالية، على الرغم من أن سلسلة جبال تساراتانانا في الشمال بها أعلى ارتفاع، وهي 2876 مترًا (9436 قدمًا). درجات الحرارة هي الأعلى على الساحل الغربي، بمتوسط سنوي يصل إلى 30 درجة مئوية (86 درجة فهرنهايت)، في حين أن الكتل الصخرية المرتفعة تتمتع بمناخ بارد مع 5 درجات مئوية (41 درجة فهرنهايت) في المتوسط السنوي. تتميز جيولوجيا مدغشقر بشكل أساسي بالصخور السفلية النارية والمتحولة، مع بعض الحمم البركانية والكوارتزيت في الهضاب الوسطى والشرقية، بينما يحتوي الجزء الغربي على أحزمة من الحجر الرملي والحجر الجيري (بما في ذلك التكوينات كارست)، والرمل غير المتماسك.
سبق أن وصف عالم الطبيعة الإنجليزي ريتشارد بارون التمييز الملحوظ بين شرق ووسط وغرب بين نباتات مدغشقر في عام 1889. اعتمد مؤلفو القرن العشرين، بما في ذلك هنري بيريه وجان هنري همبرت على هذا المفهوم واقترحوا عدة أنظمة تصنيف مماثلة، بناءً على معايير الأزهار والهيكلية. تصنيف من عام 2007، أطلس الغطاء النباتي لمدغشقر، يميز 15 نوعًا من النباتات (بما في ذلك نوعان متدهوران والزراعة) بناءً على صور الأقمار الصناعية والمسوحات الأرضية؛ يتم تعريفها بشكل أساسي على أساس بنية الغطاء النباتي وتختلف في تكوين الأنواع في أجزاء مختلفة من الجزيرة. إنها تتوافق جزئيًا مع المناطق البيئية الأرضية السبع التي حددها الصندوق العالمي للحياة البرية في مدغشقر.

### الغابات الرطبة
تغطي الغابات الاستوائية المطيرة حوالي 8٪ من مساحة الجزيرة، لكنها كانت تضم أكثر من ضعف هذا العدد. ويتراوح ارتفاعه من مستوى سطح البحر إلى ارتفاع 2750 مترًا (9020 قدمًا) ويوجد بشكل أساسي في الهضاب الشرقية، على صخور الطابق السفلي مع تربة لاتريت. في الشمال، تمتد الغابات الرطبة غربًا إلى حوض نهر سامبيرانو والجزر بما في ذلك فضولي بي. يتراوح معدل هطول الأمطار السنوي بين 1500 و 2400 ملم (59-94 بوصة) - حتى 6000 ملم (240 بوصة) في مناطق مثل شبه جزيرة ماسوالا وموسم الجفاف قصير أو غائب. تتكون الغابة دائمة الخضرة في الغالب، والتي يصل ارتفاعها إلى 35 مترًا (115 قدمًا)، من الأشجار والأنواع الفرعية من عائلات مختلفة مثل بخورية وأبنوسية وفاباسيا وميريستيكاسيا؛ تتكرر البامبو والليانا. ضربت الأعاصير الساحل الشرقي لمدغشقر في بعض السنوات ويمكن أن تدمر الموائل. يصنف الصندوق 
Land cover according to the Atlas of the vegetation of Madagascar (2007)
العالمي للطبيعة (WWF) الحزام الشرقي للغابات الرطبة، على ارتفاع أقل من 800 متر (2600 قدم)، في المنطقة البيئية «غابات الأراضي المنخفضة» والغابات الجبلية في المرتفعات في المنطقة البيئية «الغابات شبه الرطبة».
تغطي الغابات الرطبة المتدهورة (سافوكا في مدغشقر) حوالي عشرة في المائة من الجزيرة. يمتد على حالات تدهور مختلفة ويتكون من مخلفات الغابات وأنواع مزروعة أو تم إدخالها بطريقة أخرى. هو في المقام الأول نتيجة زراعة القطع والحرق في الغابات الأولية. لا تزال بعض أجزاء الغابات تحتوي على قدر كبير من التنوع البيولوجي.
الغابات الساحلية، الموجودة في عدة مناطق منعزلة على طول الساحل الشرقي، تغطي أقل من 1٪ من مساحة الأرض، على الرواسب الرملية بشكل أساسي. المناخ رطب، مع هطول الأمطار سنويًا يتراوح بين 1300 و 3200 ملم (51-126 بوصة). تغطي الغابات الساحلية غابات التربة الرملية وغابات المستنقعات والمراعي. تضم نباتاتها عائلات مختلفة من الأشجار، والنبتة المتسلقة، وبساتين الفاكهة والسراخس. في غابات المستنقعات، ينتشر الباندان (باندانوس) وشجرة المسافر (مدغشقر رافينالا). وهي جزء من منطقة «غابات الأراضي المنخفضة» التابعة للصندوق العالمي للطبيعة.

### الغابات الجافة والأدغال
تم العثور على الغابات الجافة، التي تمثل ما يقرب من 5%من السطح، في الغرب، من الطرف الشمالي للجزيرة إلى نهر مانغوكي في الجنوب. ويتراوح ارتفاعه من مستوى سطح البحر إلى 1600 م (5200 قدم). المناخ شبه رطب إلى جاف، مع هطول أمطار سنوي يتراوح بين 600 و 1500 ملم (24-59 بوصة) وموسم جاف يبلغ حوالي ستة أشهر. تتنوع الجيولوجيا ويمكن أن تشمل الحجر الجيري الذي يشكل نتوءات تسينجي المتآكلة. الغطاء النباتي متنوع. وهي تتراوح من الغابة إلى الأدغال وتشمل أشجار الجراب وفاباسيا والفربيون والباوباب. يصنف الصندوق العالمي للطبيعة الجزء الشمالي من هذا الغطاء النباتي على أنه منطقة بيئية «غابة نفضية جافة» والجزء الجنوبي ، بما في ذلك النطاق الشمالي من ديديريسي، على أنه منطقة بيئية «غابات عصارية».
إن «الغابات الغربية شبه الرطبة» تحدث في الداخل في الجنوب الغربي وتغطي أقل من 1% من السطح، وبشكل رئيسي على الحجر الرملي، عند ارتفاع 70-100 متر (230-330 قدم). والمناخ شبه رطب إلى شبه قاحل، مع هطول أمطار سنوية 600-1 200 ملم (24-47 في). ويشتمل الغطاء النباتي، الذي يصل طوله إلى 20 متر (66 قدم) مع مظلة مغلقة، على أشجار متنوعة تتخللها العديد من الأوبئة مثل baobabs (Adansonia)، وجيفارينسيس، وشاحب رافينيا Madagariensis. [12] وهو جزء من «الغابات شبه الرطبة» التابعة للصندوق العالمي للغابات [16].

### الأراضي العشبية والغابات والأدغال
وتهيمن الأراضي العشبية على جزء كبير من مدغشقر، أكثر من 75% وفقاً لبعض المؤلفين.[22] وتهيمن عليها بشكل رئيسي في الفصيلتين الوسطى والغربية أعشاب C4 مثل الأريستيدا روفيسكينس الشائعة ولوديتيا البساطة والحرق المنتظم. وفي حين أن العديد من المؤلفين يفسرونها على أنها نتيجة للتدهور البشري من خلال طرد الأشجار وتربية الماشية والحرق المتعمد، فقد أشير إلى أن بعض الأراضي العشبية على الأقل قد تكون نباتات أساسية.[22][5] وكثيراً ما توجد الأراضي العشبية في خليط من الأشجار أو الشجيرات، بما في ذلك الصنوبر الغريب، والأيوكاليبت، والسبيرس.[12]